# 常文恵
常 文恵（つね ふみえ、 1999年5月7日  - ）は、富山県高岡市生まれの日本の女子プロゴルファーである。

## 来歴
日本生まれだが海外生活が長く、日本語のみならず英語、中国語と3か国語を操るトライリンガルである。
日本国籍を取得した上海出身の両親のもと富山で生まれ、父親の仕事の関係もあり4歳からは米国で、7歳からは上海で過ごす。
8歳からゴルフを初め14歳で米国へゴルフ留学。ジュニアの大会で複数の優勝があり、またプロのミニツアーで2位に入る事もあった。さらに「全米女子アマチュアゴルフ選手権」と並ぶアマ最高峰の「全米女子アマパブリックリンクス選手権」では、2014年に15歳2カ月でミシェル・ウィーに次ぎ史上2位となる年少優勝を飾った。
優勝後、スタンフォード大学などから進学の勧誘を受けたが、自身がプロなりたいため帰国を決意し、2016年暮れに日本へ戻った。
2018年に日本女子プロゴルフ協会（JLPGA）最終プロテスト進出したが第4ラウンド途中で体調不良により棄権、同年ファイナルクォリファイングトーナメント（QT）に進出し41位。
2019年からTP単年登録者として、JLPGAツアーに出場。シーズン途中から福地建設所属となる。最終的に25試合に出場し最高位は17位タイ、賞金ランキングは94位だった。同年JLPGA最終プロテスト進出を果たし、12位タイで2度目の挑戦で合格となった。
2020年1月1日付でJLPGAに入会、92期生となった。

## 主な成績

### アマチュア
- 2013年 ボブ ジョーンズ ジュニアチャンピオンシップ 優勝[10]
- 2013年 SCPGA年度試合 優勝[11]
- 2013年 ゴルフプライドグリップチャンピオンシップ 優勝[12]
- 2014年 全米女子パブリックリンクス 優勝[13]
- 2014年 Rolex Invitation 2位
- 2015年 IMG Junior Golf Tour 優勝[14]
- 2015年 Sun Coast Ladies プロゴルフツアー 2位[15]
- 2016年 アミノバイタルジュニアチャンピオンシップ 2位[16]
- 2017年 日刊アマ関東決勝 優勝[17]
- 2017年 東日本女子アマチュアゴルファーズ選手権 3位[18]
- 2017年 TOUR B CUP 女子・中部大会 優勝[19]

### LPGAツアー
- 2019年 大東建託・いい部屋ネットレディス 17位タイ

## テレビ出演
- ゴルフサバイバル - 2020年4月、2021年8月の陣、2022年8月の陣（優勝） (BS日テレ)
- 女子ゴルフペアマッチ選手権 - シーズン4（優勝）、シーズン10（優勝）（BS朝日）